# ヴァシル・レフスキ国立競技場
ヴァシル・レフスキ国立競技場（Vasil Levski National Stadium ブルガリア語: Национален стадион „Васил Левски“）は、ブルガリア・ソフィアにある陸上競技場である。スタジアムの名称であるヴァシル・レフスキはブルガリアの英雄にちなんでいる。

## 概要
同競技場は1953年に完成。主にサッカーブルガリア代表の試合、ブルガリア陸上選手権などの開催、ブルガリアカップの決勝が行われる。同競技場近くにある体育館はユーロバスケット決勝、柔道、体操、卓球などの大会が行われた。2009年8月にマドンナの世界ツアーであるSticky & Sweet Tourが開催された。